# Животный мир России
Животный мир России или Фауна России — все представители животного мира (Animalia), обитающие на территории России. В России обитает около 150 тысяч видов животных, что равняется примерно 9 % всей фауны мира. Одних только позвоночных животных насчитывается в России > 1300 видов, а насекомых > 70 000 видов. Инвентаризация фауны России не завершена.

## Разнообразие
Фауна России более разнообразна и богата при движении с севера на юг и от равнин в горы. Число эндемичных и реликтовых видов животных резко возрастает в горах.

### Позвоночные
В фауне России > 1300 видов, что составляет > 2,7 % мирового разнообразия.
- Млекопитающие — > 320 видов (> 7 % от мирового разнообразия) Список здесь→
- Птицы > 730 видов (> 8 % от мирового разнообразия; > 515 — гнездящиеся) Список здесь→[3]
- Пресмыкающиеся — > 70 видов Список здесь→
- Земноводные — > 30 видов (> 0,6 %; эндемиков нет). Список здесь→
- Рыбы (пресноводные и проходные) — > 400 видов (но с учётом 200-мильной зоны обитает > 2900 видов рыб)[4], включая 269 пресноводных и проходных видов рыб[3] Список здесь→
- Круглоротые (миноги и миксины) — > 8 видов (> 40 % от мирового разнообразия)

### Беспозвоночные
Полных данных по фауне России до сих пор нет, поэтому разные оценки варьируют в пределах от 106 тыс. до > 130 тыс. видов (> 10 % мирового разнообразия видов).
- Простейшие — 6500 видов
- Мезозои — 19 видов
- Губки — 350 видов
- Кишечнополостные — 450 видов
- Плоские черви — 1900 видов
- Круглые черви — 2000 видов
- Немертины — 100 видов
- Кольчатые черви — 1000 видов
- Форониды — 5 видов
- Мшанки — 500 видов
- Плеченогие — 23 видов
- Моллюски — 2000 видов
- Иглокожие — > 280 видов
- Щетинкочелюстные — 10 видов
- Погонофоры — 19 видов
- Полухордовые — 3 видов
- Членистоногие — 120 000 видов
  - Паукообразные — 10 000 видов
  - Ракообразные — 2000 видов
  - Насекомые — от 70 000 до 100 000 видов
    - жесткокрылые — >14 000 видов
    - перепончатокрылые — 13 000 видов
    - чешуекрылые — >9 600 [6] видов
    - двукрылые — 9000 видов
    - полужесткокрылые — 2000 видов
    - тли — 800 видов
    - прямокрылые — 500 видов
    - сетчатокрылые — 400 видов
    - стрекозы — 150 видов
    - богомолы — 20 видов

## Зональность распределения животного мира

### Арктические пустыни
В пределах зоны арктических пустынь расположены Земля Франца-Иосифа, Новосибирские острова, остров Врангеля, большие части Новой Земли и Северной Земли, а также ряд мелких островов Арктики.
Животный мир крайне беден — там живут белые медведи, белухи, нарвалы, моржи и тюлени. Летом на скалах — птичьи базары. Их создают чистики, кайры, гагары.

### Тундра

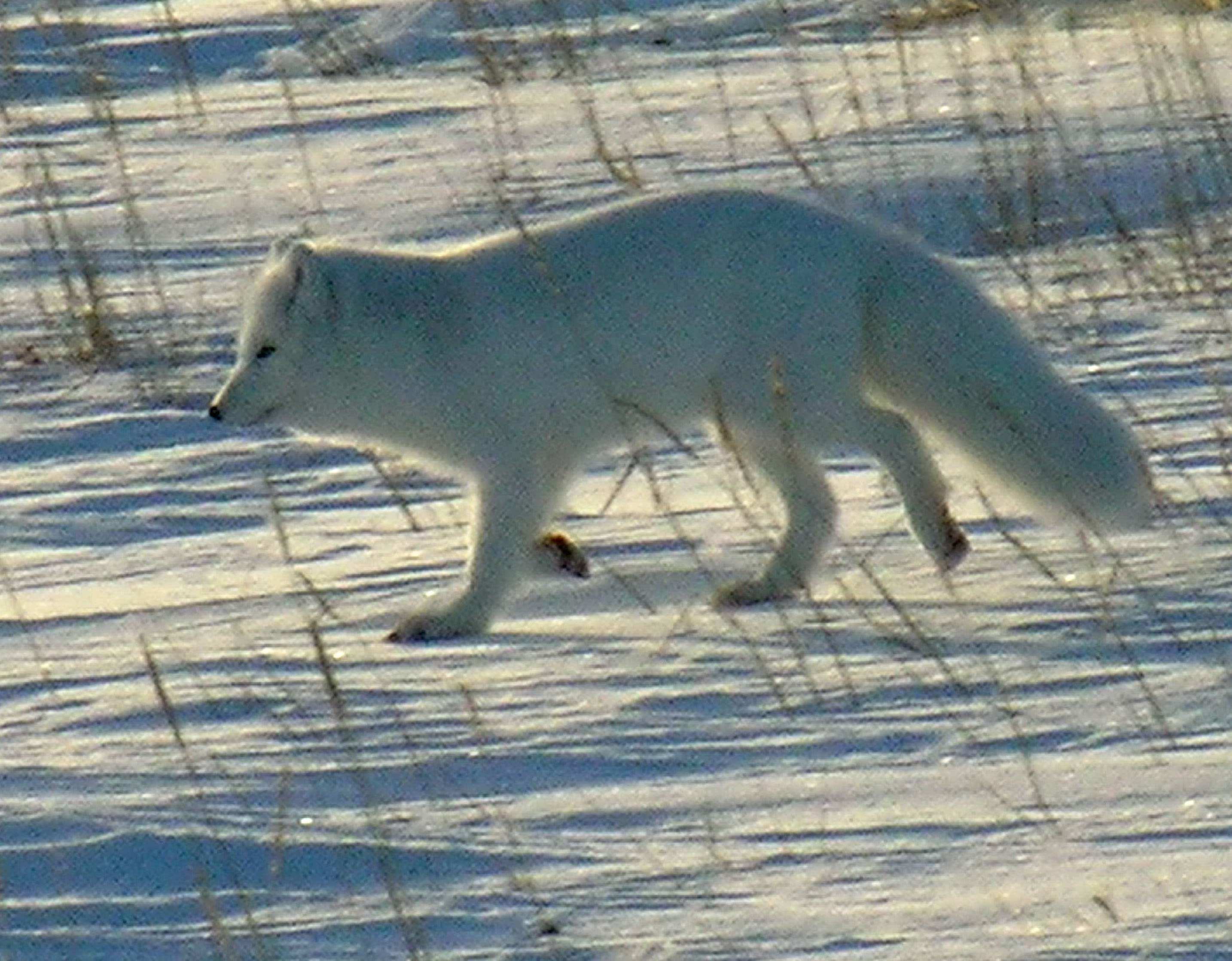
Песец

Зона тундры охватывает около 10 % территории России. Помимо оленей (используемых местным населением в хозяйстве), типичными обитателями тундры являются песец, овцебык, лемминг, белая сова, куропатка, гагара.
Животный мир тундр беден числом видов. Лишь немногие из них приспособились к существованию в суровых зимних условиях и не покидают тундру круглый год. Это лемминги, заяц-беляк, песец, волк, белая куропатка, полярная сова. Северный олень зимой откочевывает в лесотундру, где не так сильны ветры, поэтому снег менее плотный и из-под него легче добывать ягель.

### Тайга
Тайга — наиболее обширная природная зона России, на неё приходится свыше 60 % площади России. В пределах тайги широко распространены пушные звери — соболь, белка, куница, горностай, бурундук; обитают лось, бурый медведь, росомаха, волк, ондатра, рысь.

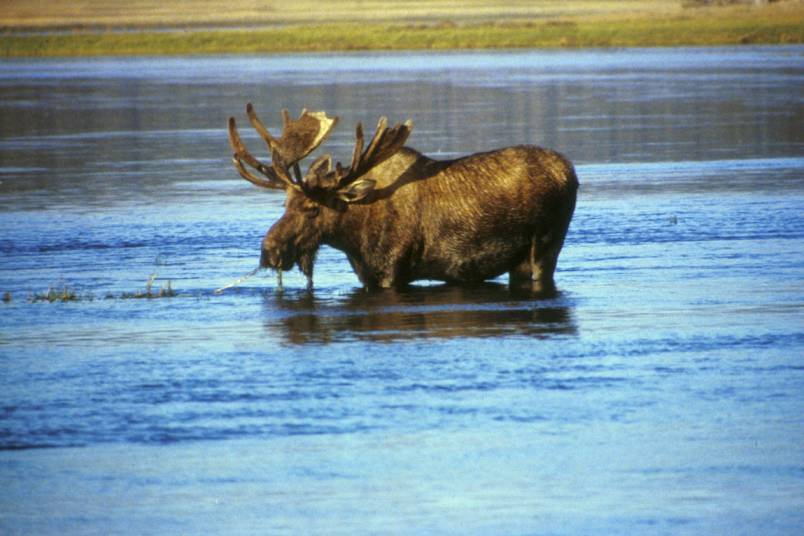
Лось

### Смешанные и широколиственные леса
Характерны косуля, волк, куница, лисица и белка. Богата и своеобразна фауна дальневосточных смешанных лесов — здесь обитают амурский тигр, пятнистый олень, енотовидная собака, маньчжурский заяц, дальневосточный лесной кот, фазан, утка-мандаринка и др.; очень разнообразны насекомые.

### Степи
Протяжённость степи с севера на юг в Европейской России — около 200 км.
Представители степной фауны отличаются приспособленностью к засушливому климату; характерны различные виды грызунов (сурок, суслик и др.), степной волк, лисица и антилопы (на юге), манулы (в степях и лесостепях Сибири), степная гадюка, сайгак. Наиболее распространённые птицы — степной орёл, пустельга, жаворонок, серая куропатка; довольно редки некогда типичные для степи дрофы.

### Полупустыни и пустыни
Эти природные зоны занимают небольшую часть территории России и находятся в пределах Прикаспийской низменности. Животный мир здесь приспособлен к сухому континентальному климату. Здесь живут тушканчик, корсак, пеликан, черепаха, ушастый ёж; разнообразны змеи и ящерицы. Из птиц присутствует жаворонок.

### Серия «Фауна»
Многотомная академическая серия, издаваемая Зоологическим институтом РАН (к 1990 году издано более 140 томов).
- Фауна России и сопредельных стран преимущественно по коллекциям Зоологического музея Имперской (с 1917 — Российской) Академии Наук., 1911—1923.
- Фауна СССР и сопредельных стран преимущественно по коллекциям Зоологического музея (с 1933 — института) Академии Наук СССР., 1929—1933.
- Фауна СССР. Новая серия. — Зоологический институт АН СССР, СПб., 1935—1990.
- Фауна России и сопредельных стран. — Зоологический институт РАН, СПб. 1993— .

#### Серия «Определители»
- Определители по фауне СССР, издаваемые Зоологическим музеем (с 1933 — институтом) Академии Наук СССР. — Зоологический институт АН СССР, Л., 1927—1990.
- Определители животных, издаваемые Зоологическим институтом Российской Академии наук. — Зоологический институт РАН, СПб. 1991— .